# Boguszyce (przystanek kolejowy)
Boguszyce – wąskotorowy kolejowy przystanek osobowy w Boguszycach Małych, w gminie Rawa Mazowiecka, w powiecie rawskim, w województwie łódzkim, w Polsce. Obsługuje ruch turystyczny. Przed przystankiem mieści się most stalowy wzniesiony w 1935 roku.